# Seymour Liebergot
Seymour ‘Sy’ Abraham Liebergot (nacido el 15 de febrero de 1936 en Camden, Nueva Jersey) es un ex-controlador de vuelo de la NASA, sirvió durante el Programa Apolo. Liebergot fue un controlador de vuelo responsable de los sistemas eléctricos y de ambiente a bordo del Módulo de Mando y Servicio de Apolo. Fue parte del equipo que guio al Apolo 13 de vuelta a la Tierra después de una explosión que causó destrozos en la nave espacial. 
Comenzó su carrera en 1963 con North American Aviation después de graduarse de la Universidad de California, Los Ángeles. En 1964, fue a la NASA. Leiebergot fue un diputado director de vuelo en el Apolo 4, luego un controlador de vuelo EECOM del Apolo 8-15. En Apolo 17, sirvió para CSSB SPAN. Continuó como controlador en las misiones de Skylab y el Proyecto de pruebas Apolo-Soyuz.

## En cultura popular
En la película Apolo 13, Seymour ‘Sy’ Liebergot fue interpretado por Clint Howard, el hermano del director Ron Howard.